# Brixentaler Antlassritt
Der Brixentaler Antlassritt („Antlass“ von mittelhochdeutsch antlaz für ‚Ablass, Entlassen aus der Buße‘) im oberen Brixental in Nordtirol ist eine eucharistische Prozession am Fronleichnamsfest zu Ehren des im Allerheiligsten gegenwärtig geglaubten Jesus Christus. Der Anlass für das Gelöbnis der mittlerweile über 375 Jahre geübten einzigen regionalen Prozession zu Pferd am Fronleichnamstag ist nicht mehr sicher festzustellen, wird aber häufig auf die drohende „Schwedengefahr“ gegen Ende des Dreißigjährigen Kriegs zurückgeführt.

## Teilnehmer und Verlauf

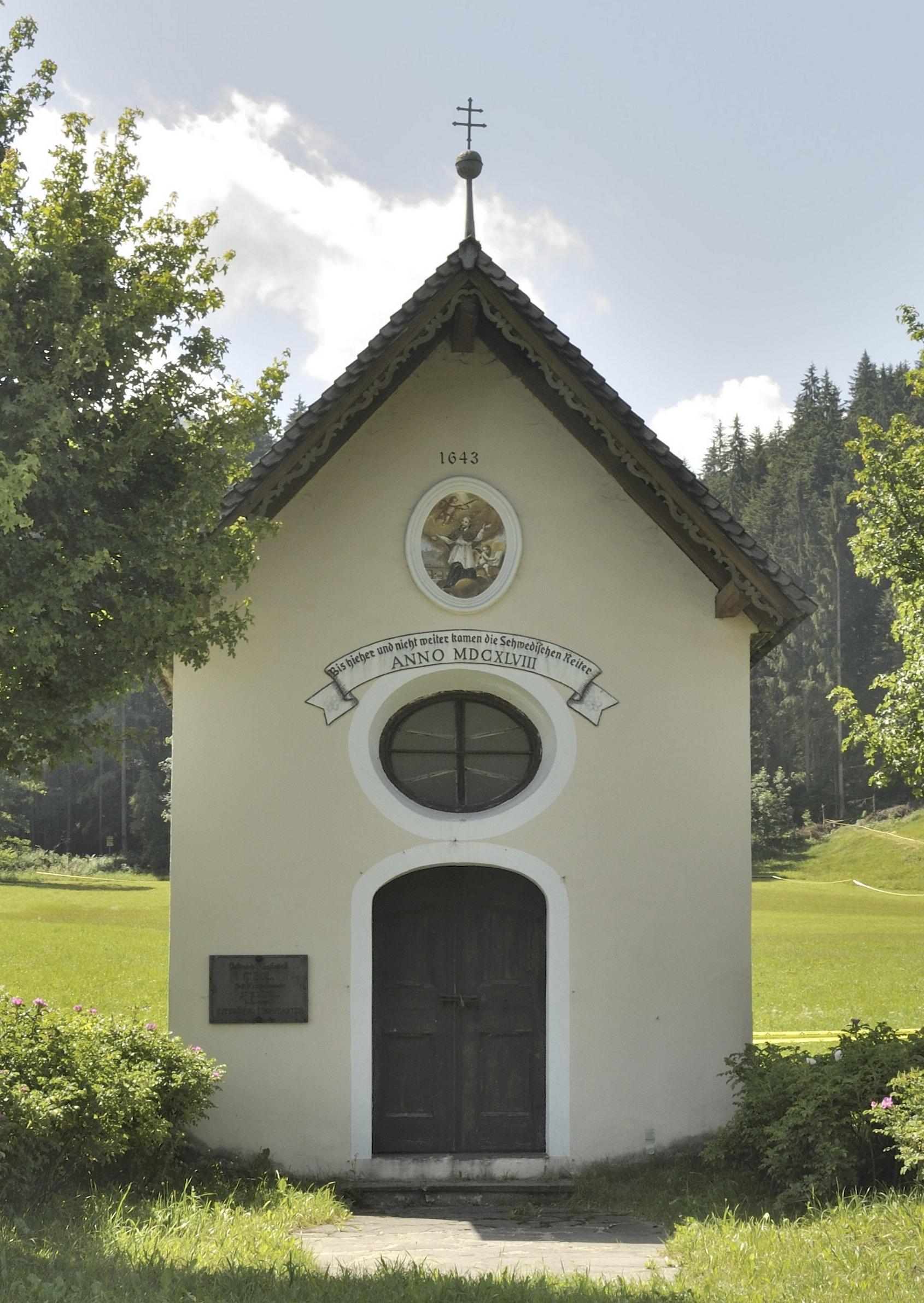
Schwedenkapelle in Kirchberg in Tirol

An der Prozession beteiligen sich neben den Seelsorgern der Gemeinden Brixen im Thale, Kirchberg in Tirol und Westendorf ausschließlich Männer aus den genannten Dörfern. Der Antlassritt beginnt um etwa 11:30 Uhr in den jeweiligen Gemeinden. Die Reitergruppe von Westendorf und Kirchberg begeben sich zunächst in geschlossener Schar zur Dekanatskirche Brixen, wo alle Reiter um zirka 13 Uhr vor dem Pfarrwidum zusammentreffen. Dann wird unter musikalischer Begleitung und Einsetzen der Glocken der vor dem Widum stehende Kastanienbaum umritten und der offizielle Antlassritt in Richtung Schwedenkapelle in Klausen beginnt. Allen voran reiten die Pfarrer der Gemeinden. Dabei hält der Dekan die Monstranz in der Hand und spendet mit einer Kreuzbewegung den Segen Jesu an die Umstehenden. 
Die Schar durchquert sämtliche Ortsteile von Brixen und Kirchberg. Bei Sichtbarwerden der Reiter ab der Höhe nach Bockern beginnen die Glocken der Pfarrkirche Kirchberg einzusetzen und die Gruppe wird am Ortseingang von Kirchberg von der Musikkapelle empfangen und durch das Dorf begleitet. Am Fuß des Kirchbergs angekommen schweigt die Musikkapelle, nur die Sterbeglocke von Kirchberg ertönt. Sobald die Reiter an der Klausenkapelle („Schwedenkapelle“) angekommen sind, wird dort ein aufgestellter Maibaum umritten und in Folge setzt sich die Geistlichkeit und ein Großteil der Reiter ab. Die Geistlichen begeben sich vor die Pforte der Kapelle, es werden Abschnitte aus den vier Evangelien gelesen und ein Wettersegen in alle vier Himmelsrichtungen wird erteilt. Oberhalb der Eingangstür der Kapelle, die am Ende des Dreijährigen Kriegs (1618–1648) erbaut wurde, steht gemalt die Aufschrift: Bis hieher und nicht weiter kamen die Schwedischen Reiter ANNO MDCXLVIII. Darüber ist in einem ovalen Wandbild die überlieferte Szene dargestellt, wie der Dekan mit der Monstranz den Schweden entgegentritt; darüber in arabischen Ziffern die Jahreszahl 1643 (abweichend von der römischen Zahl in der Inschrift, die 1648 bedeutet).
Nach einer kleinen Verschnaufpause für Pferde und Reiter geht der Ritt wieder zurück in die Gemeinden. Ab der Höhe Klausen erschallt erneut das Kirchberger Geläute ohne Sterbeglocke. Im Dorf trennen sich die Kirchberger vom Rest der Truppe ab. Ab der Jagerhöhe von Brixen beginnt beim Überritt dieser die große Glocke von Brixen zu läuten. Sie signalisiert der Bevölkerung, dass die Reiter bald zurück sind und der Zug endet. Bei nochmaligem Umritt des Kastanienbaumes vor dem Brixner Widum ist der Antlassritt offiziell zu Ende.

## Geschichte
Über die Entstehung des Brixentaler Antlassritts gibt es verschiedene Erzählungen. Die im Volksmund überlieferte Schilderung, die Schweden seien bis zur Talenge nach Klausen vorgerückt, wo sie von den „Enterlender Bauern“ (den Bauern der Gemeinden Kirchberg, Brixen und Westendorf) in einer blutigen Schlacht besiegt wurden, entspricht kaum der Wahrheit. Eine andere legendenhafte Überlieferung besagt, der Brixner Dekan habe im Alleingang durch das Entgegenhalten der Monstranz die Schweden zu wilder Flucht veranlasst; so dargestellt über der Tür der Schwedenkapelle.
Historisch ist gesichert, dass die Schweden das rechte Innufer, und somit auch das Brixental, niemals betraten. Verschiedene Geschichtswissenschaftler haben sich mit dem Antlassritt befasst, unter anderem der Heimatforscher Anton Dörrer, der Kunsthistoriker Franz Caramelle und der Geistliche Rat Matthias Mayer.
Laut Dörrer ist der Ritt auf ein Gelöbnis zur Bannung der Schwedengefahr zurückzuführen. Das Umreiten der Mai- und Kastanienbäume entspreche einem uralten germanischen Brauch, der den Sieg des Sommers über den Winter darstelle. Dörrer kommt zu dem Schluss, dass in den Kriegsnöten des 17. Jahrhunderts die Erinnerung an die ursprüngliche Bedeutung verblasst sei und sich der Ritt zu einer rein christlichen Prozession weiterentwickelt habe.
Konkret lässt sich die Entstehung des heute noch praktizierten Brauchs wohl so darstellen. Zwischen 1643 und 1648 fürchteten auch die Brixentaler Bauern die Gefahr eines Schwedeneinfalles. Im Jahr 1648 befanden sich die feindlichen Truppen bereits in Wasserburg und Rosenheim. Als es im Frühjahr zu heftigen Überschwemmungen im Inntal kam, das Hochwasser den Feinden den Weg abschnitt und am 24. Oktober desselben Jahres der Westfälische Friede ausgerufen wurde, war die Gefahr gebannt. Die Bauern aus den Gemeinden dankten für diese glückliche Wendung und erkannten darin die Hilfe Gottes.
Der Kunsthistoriker Franz Caramelle ergänzt die Entstehungsgeschichte des Antlassritts um den Umstand, dass als Dank für das Ausbleiben eines Schwedeneinbruchs eine Viehprozession abgehalten wurde und man deshalb an der Talenge zu Klausen die „Schwedenkapelle“ errichtete, die ursprünglich dem Hl. Leonhard, dem Viehpatron, geweiht war. Dafür spreche auch das Fehlen von Waffen beim Ritt, denn nicht einmal die Schützen nehmen seit Jahrhunderten an der Prozession teil.